# Cypern i olympiska vinterspelen 1998
Cypern deltog med en deltagare vid de olympiska vinterspelen 1998 i Nagano. Landets deltagare erövrade ingen medalj.